# Harry Smith Parkes
Pour les articles homonymes, voir Parkes.
Harry Smith Parkes (24 février 1828 - 21 mars 1885) est un diplomate britannique qui a surtout travaillé au Japon et en Chine.
La rue Parkes dans Kowloon à Hong Kong porte son nom.

## Jeunesse
Harry Smith Parkes était le fils de Harry Parkes, fondateur de la firme Parkes, Otway & Co., forgerons. Il est né à Birchills Hall, près de Walsall au Staffordshire, en Angleterre. Il était âgé de quatre ans lorsque sa mère est morte et dans l'année qui a suivi son père est mort dans un accident de chariot. Il a ensuite vécu avec un oncle, un officiel de la marine à la retraite, à Birmingham. Il a été éduqué à la King Edwards Grammar School.

## Chine (1841-64)

### Première guerre de l'opium
Son oncle décède en 1837 et en 1841, il va demeurer chez sa cousine, Mrs Gutzlaff, à Macao. À cette époque, la première guerre de l'opium (1839-1842) avait éclaté. Parkes se prépare ardemment à prendre part à ces événements en s'appliquant diligemment à l'étude de la langue chinoise. En 1842, on lui accorde son premier poste au service consulaire. Il accompagne Sir Henry Pottinger dans son expédition sur le Yangzi Jiang vers Nankin. Après avoir pris part à la capture de Zhenjiang et la reddition de Nankin, il assiste à la signature du traité de Nankin à bord du HMS Cornwallis en août 1842. Par ce traité, les cinq ports de Canton,
Xiamen,
Fuzhou,
Ningbo et
Shanghai s'ouvrent au commerce.

### Seconde guerre de l'opium
Début octobre 1860, durant la seconde guerre de l'opium, Parkes accompagné de Henry Loch (en), prend les devants du corps expéditionnaire franco-britannique en tant qu'émissaire sous le pavillon de la trêve afin de négocier avec les Chinois à Tongzhou. Après une journée de pourparlers, ils sont soudainement capturés et emprisonnés avec leur petite escorte de soldats britanniques et indiens. Ils sont conduits au Conseil des Peines, à Pékin, où ils sont enfermés et torturés. Parkes et Loch sont relâchés environ deux semaines plus tard avec 14 autres survivants. Une vingtaine de captifs britanniques, français et indiens meurent. Leurs corps sont à peine reconnaissables. Le traitement qui leur a été réservé provoque une répulsion dans l'armée européenne,.

## Japon (1865-83)

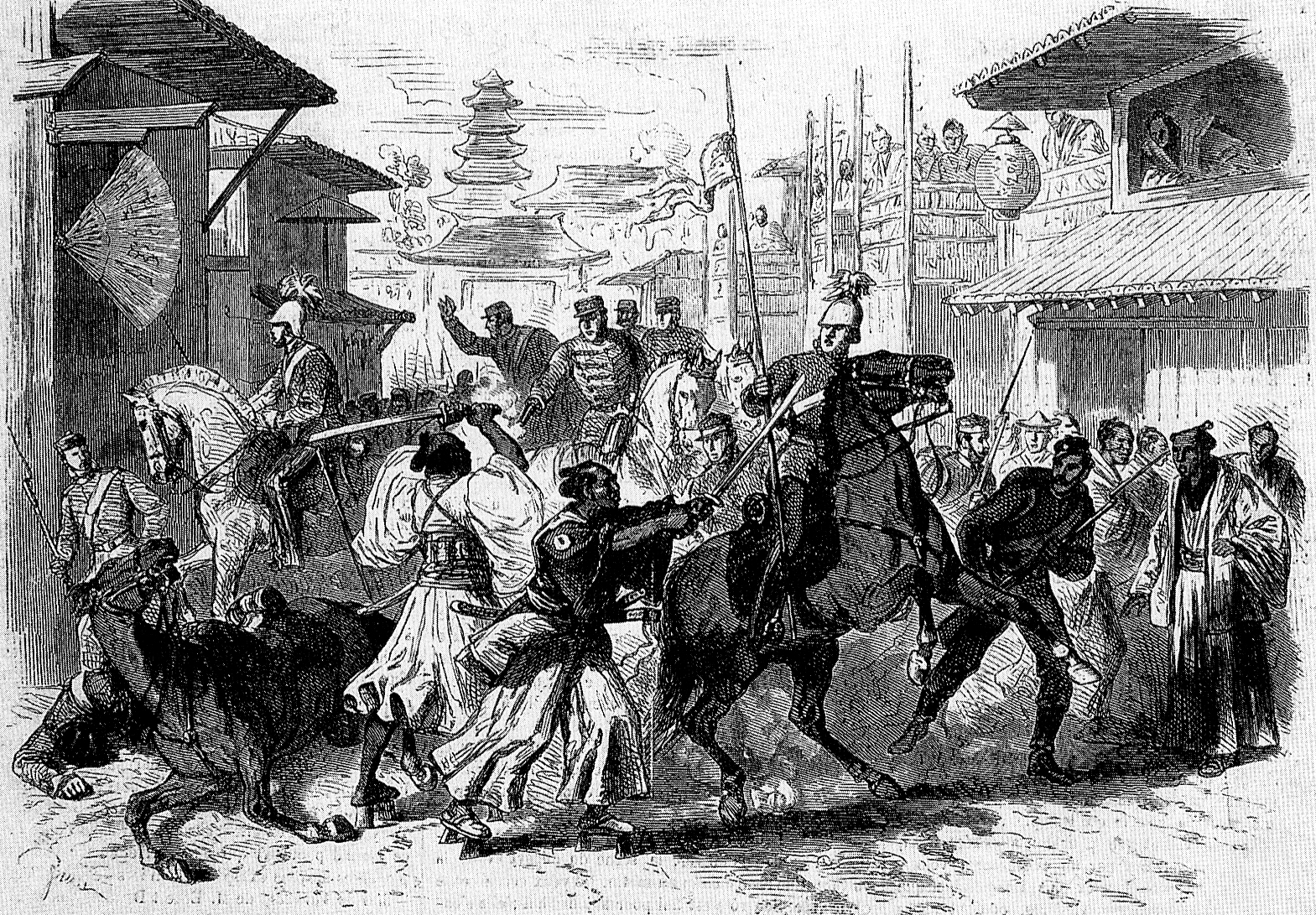
Attaque de la délégation de Sir Harry Smith Parkes à l'empereur Meiji, février 1868.
Source : Le Monde illustré, 13 juin 1868.

En mai 1865, il devient envoyé extraordinaire, ministre plénipotentiaire et consul général au Japon, succédant ainsi à Rutherford Alcock. Il a conservé ce poste durant 18 ans, au cours desquels il a supporté le Jiyūtō, le Parti libéral japonais.
Durant son service, Parkes encourage l'étude du Japon par les membres de la mission diplomatique, dont Ernest Satow et William George Aston.
En 1867, Lady Parkes est la première femme non japonaise à faire l'ascension du mont Fuji